# Edward Liddie
Edward Liddie –conocido como Ed Liddie– (21 de julio de 1959) es un deportista estadounidense que compitió en judo.
Participó en los Juegos Olímpicos de Los Ángeles 1984, obteniendo una medalla de bronce en la categoría de –60 kg. Ganó dos medallas en los Juegos Panamericanos en los años 1979 y 1991.

## Palmarés internacional
| Juegos Olímpicos     | Juegos Olímpicos             | Juegos Olímpicos  | Juegos Olímpicos |
| Año                  | Lugar                        | Medalla           | Categoría        |
| -------------------- | ---------------------------- | ----------------- | ---------------- |
| 1984                 | Los Ángeles (Estados Unidos) | Medalla de bronce | –60 kg           |
| Juegos Panamericanos |                              |                   |                  |
| Año                  | Lugar                        | Medalla           | Categoría        |
| 1979                 | San Juan (Puerto Rico)       | Medalla de plata  | –60 kg           |
| 1991                 | La Habana (Cuba)             | Medalla de bronce | –60 kg           |